# Усадьба В. М. Лемке
Усадьба В. М. Лемке — памятник архитектуры в историческом центре Нижнего Новгорода. Усадебный комплекс построен в 1890-е годы. Автор проектов зданий — нижегородский городовой архитектор В. М. Лемке.
Усадебный комплекс является неотъемлемым элементом градоформирующего комплекса застройки исторической территории «Старый Нижний Новгород». Вместе с другими жилыми домами улиц Студёной, Славянской, Короленко и Новой он создаёт цельный ансамбль исторической застройки второй половины XIX — начала XX веков, характерной для Нижнего Новгорода. 
В состав комплекса усадьбы входят четыре сохранившихся здания: главный дом и три флигеля, в числе которых объекты культурного наследия: Дом, в котором с 1900 по 1901 год жил А. М. Горький и где бывали Н. Г. Гарин-Михайловский, Ф. М. Шаляпин, А. П. Чехов и другие деятели культуры и Дом, в котором в 1888—1896 г. жил писатель В. Короленко.

## История
Усадьба расположена на южной окраине исторической части Нижнего Новгорода (историческая территория Старый Нижний Новгород), застройка которой начала формироваться с середины XIX века, по генеральному плану от 1839 года. Ранее, с 1787 по 1824 года, здесь стояли канатные заводы, но позже, согласно указу императора Николая I, территория была прирезана к городу и на ней стал формироваться крупный селитебный район с жилой застройкой. Планировкой территории занимались архитектор И. Е. Ефимов и инженер П. Д. Готман в 1836—1839 годах. В соответствии с планом были проложены улицы Новая, Канатная (Короленко) и Немецкая (с 1914 года — Славянская). На городском плане 1859 года, выполненном землемерами Медведевым и Лебедевым и утверждённом столичным топографом В. Гарцевичем, по обе стороны Новой улицы была уже зафиксирована жилая застройка из деревянных домов.
В конце XIX века на крупном участке на углу улиц Новой и Канатной сложилась крупная городская усадьба, принадлежавшая гражданскому инженеру Владимиру Максимовичу Лемке, с 1882 года служившему городовым архитектором Нижнего Новгорода. В собственность инженера Лемке усадьба перешла в 1886 году от Маргариты Ильиничны Кондратьевой. На момент покупки в усадьбе в начале 1880-х годов уже был выстроен флигель — доходный дом. С сентября 1888 года по январь 1896 года в нём проживал с семьёй писатель В. Г. Короленко. Его квартира была местом, где неоднократно бывали представители нижегородской интеллигенции, собиралась пёстрая публика: учителя, врачи, капитаны пароходов, юристы, писатели, представители земства, среди которых — А. А. Савельев и А. С. Гациский — видные общественные деятели Нижнего Новгорода. В декабре 1889 года здесь произошла первая встреча Короленко и А. М. Горького. В квартире неоднократно бывал с визитами Г. И. Успенский.         
В октябре 1891 года Лемке был утверждён проект его собственного деревянного дома, выходившего фасадом на улицу Новую (современный адрес: ул. Новая 21/11). Рядом с домом тогда же обозначен двухэтажный деревянный флигель (современный адрес: ул. Короленко, 11А), а по улице Новой — деревянный одноэтажный флигель с мастерской и деревянный сарай в глубине двора. В 1896 году усадебное владение было расширено к западу вдоль Новой улицы за счёт участка, который Лемке выкупил у жены крестьянина Вологодской губернии Е. А. Ивакиной. 
В 1898 году архитектор получил разрешение на строительство деревянного дома, лавки и служб. Двухэтажный деревянный доходный дом (современный адрес: улица Новая, 23) возводился на участке трапециевидной формы, на месте старого деревянного флигеля с мастерской. В глубине двора были возведены два П-образных деревянных корпуса служб (конюшня с каретником и сарай с погребами). Проект доходного дома был стилистически согласован с архитектурой главного дома. Аналогичное оформление получил и другой флигель, возведённый в северной части усадьбы (современный адрес: улица Короленко, 11). 
Северный флигель усадьбы связан с именем писателя Максима Горького. В 1895 году Горький, после первого выступления в большой литературе, покинул родной Нижний Новгород и с рекомендательным письмом В. Г. Короленко отправился в Самару, где работал в местной газете. Писатель вернулся в город к открытию Всероссийской промышленной и художественной выставки в 1896 году, так как крупная газета «Одесские новости» пригласила его вести репортажи с мероприятия. Одновременно он стал постоянным сотрудником газеты «Нижегородский листок». С этого момента начался длительный период жизни писателя в Нижнем Новгороде. С женой Екатериной Павловной Волжиной Горький до 1900 года проживал по разным адресам (в домике Гузеевой на Вознесенской улице; в Тихом переулке; во флигеле дома Большаковой на Ильинской улице; в квартире в доме Курепина на Полевой). Осенью 1900 года семья перебралась на жительство в новый дом Лемке. 
Квартира Горьких из шести комнат находилась на втором этаже флигеля. Комната с балконом была приёмной и библиотекой писателя, к ней примыкал кабинет. В период проживания во флигеле Лемке были написаны такие крупные произведения, как «Песня о Буревестнике», первая пьеса писателя «Мещане», начата работа над пьесой «На дне», закончена повесть «Трое». С конца 1890-х годов имя Максима Горького становится известным, у него завязываются знакомства с крупными деятелями искусства Москвы и Санкт-Петербурга. В доме усадьбы его посещали с визитами писатели Н. Г. Гарин-Михайловский, Скиталец (Степан Петров), Леонид Андреев, Иван Бунин, известный критик, редактор журнала «Русское богатство» Н. К. Михайловский, режиссёр В. И. Немирович-Данченко, художник М. В. Нестеров, певец Фёдор Шаляпин, писатель А. П. Чехов с женой О. Л. Книппер. Дом в то время был своеобразным культурным центром Нижнего Новгорода, где каждый день собирались друзья Горького: врачи и адвокаты, учителя и писатели.           
В начале XX века, вероятно после переезда А. М. Лемке в Тамбов в 1903 году, участок по улице Новой, 23, перешёл в собственность штабс-капитана Варсонофия Акимовича Добрыловского (ум. 09.05.1907). После революционных событий 1917 года с 1918 года бывший флигель использовался под коммунальное жильё.

## Архитектура
Комплекс усадьбы состоит из четырёх сохранившихся зданий: главного дома и трёх флигелей. 
- Главный дом  ОКН № 5201280000№ 5201280000

Главный дом усадьбы — яркий пример нижегородской деревянной архитектуры периода эклектики, один из немногочисленных примеров в котором исключительно целостно проявились стилистические признаки академической эклектики. Здание занимает угловое положение, фиксируя угол пересечения улиц Новой и Короленко. Дом имеет П-образную в плане форму, перекрыт вальмовой кровлей. Фасады обшиты тёсом. 
Центральное строение усадьбы являлось типичным примером деревянного дома, копировавшего архитектуру каменных зданий: его украсили выполненные из дерева детали, свойственные штукатуренным домам — пилястры, наличники с колонками, карниз с кронштейнами и меандровым поясом.  
- Старый флигель (Дом, в котором в 1888—1896 г. жил писатель В. Короленко)  ОКН № 5210022000№ 5210022000

Дом двухэтажный деревянный на каменном цоколе, покрыт двускатной крышей. Прямоугольное в плане здание имеет двухэтажный деревянный пристрой к западному фасаду, с восточной стороны устроена небольшая двухъярусная терраса с входом. Фасады обшиты досками, окрашены. Уличный фасад имеет трёхчастную восьмиосевую структуру. Окна обрамлены простыми наличниками с сандриками в виде полочек. Сохранились оригинальные двустворчатые филенчатые двери. Балкон и терраса имеют ограждения из резных перил. В настоящее время здание доведено до аварийного состояния.  
- Флигель по улице Новой (Доходный дом усадьбы В. М. Лемке)  ОКН № 5230703002№ 5230703002

Флигель усадьбы — яркий пример жилой деревянной архитектуры периода эклектики. Двухэтажное здание главным (южным) фасадом выходит на линию застройки улицы. Его стены рублены из бревен с остатком и обшиты калёванным тёсом (на дворовом фасаде частично заменён досками). Кирпичный цоколь оштукатурен. Г-образную форму в плане дому придаёт выступ в правой части дворового фасада, соединенный двухъярусной террасой с узким ризалитом на левом фланге. В средней части западного фасада установлен двухъярусный балкон. Здание завершено вальмовой кровлей, над которой возвышается световой фонарь, крытый на четыре ската.
Здание имеет деревянный декор в формах академической эклектики с элементами модерна, имитирующим каменную архитектуру: широкие лопатки, ограждения балконов, кронштейны, филенки с бриллиантовым рустом, венчающий карниз, профилированный архитавр венчающего антаблемента под гладким фризом, наличники окон классицистических форм. 
- Северный флигель (Дом, в котором с 1900 по 1901 год жил А. М. Горький)  ОКН № 5210021000№ 5210021000

Представляет собой двухэтажное деревянное здание на кирпичном цоколе. Над дверью со стороны парадного фасада устроен балкон, а во втором этаже с южного фасада — веранда на деревянных столбах. Оконные проёмы обрамлены наличниками, во втором этаже завершённые фронтонами. Углы дома и его центр оформлены пилястрами. В целом здание сохранило исторический облик, но с существенными изменениями: изменена форма крыши с покатой на плоскую; убрано чердачное окно; сняты две веранды с северной стороны; вместо входной двери сделано окно кухни; уничтожены фронтоны главного фасада; изменена форма карниза; заменены резные ограждения балкона; изменена внутренняя планировка.
- Северный флигель (дом, в котором с 1900 по 1901 год жил А. М. Горький). 2021 год
- Старый флигель (дом, в котором в 1888—1896 гг. жил писатель Короленко В.). 2021 год
- Флигель по улице Новой
- Главный дом